# The Best of Michael Jackson
| Đánh giá chuyên môn      | Đánh giá chuyên môn |
| Nguồn đánh giá           | Nguồn đánh giá      |
| Nguồn                    | Đánh giá            |
| ------------------------ | ------------------- |
| AllMusic                 | [ 1 ]               |
| Christgau's Record Guide | B−                  |

The Best of Michael Jackson là một album tuyển tập của ca sĩ và nghệ sĩ thu âm người Mỹ Michael Jackson và được phát hành bởi công ty thu âm cũ là Motown vào ngày 28 tháng 8 năm 1975 (chỉ một ngày trước sinh nhật lần thứ 17 của Jackson). Nó đạt vị trí thứ 44 trên bảng xếp hạng các album R&B của Hoa Kỳ.

## Danh sách bài hát
| STT | Nhan đề                                        | Sáng tác                                             | Thời lượng |
| --- | ---------------------------------------------- | ---------------------------------------------------- | ---------- |
| 1.  | "Got to Be There"                              | Elliot Willensky                                     | 3:26       |
| 2.  | "Ben"                                          | Walter Scharf Don Black                              | 2:45       |
| 3.  | "With a Child's Heart"                         | Sylvia Moy Vicky Basemore Henry Cosby                | 3:33       |
| 4.  | "Happy (Love Theme from Lady Sings the Blues)" | Michel Legrand Smokey Robinson                       | 3:23       |
| 5.  | "One Day In Your Life"                         | Sam Brown III Renee Armand                           | 4:16       |
| 6.  | "I Wanna Be Where You Are"                     | Leon Ware Arthur Ross                                | 3:01       |
| 7.  | "Rockin' Robin"                                | Leon René                                            | 2:34       |
| 8.  | "We're Almost There"                           | Brian Holland [Edward Holland Jr.                    | 3:45       |
| 9.  | "Morning Glow"                                 | Stephen Schwartz                                     | 3:36       |
| 10. | "Music and Me"                                 | Jerry Marcellino Mel Larson Don Fenceton Mike Cannon | 2:37       |

Các ca khúc 1, 6, 7 từ Got to Be There. Ca khúc thứ 2 từ Ben. Ca khúc thứ 3, 4, 9, 10 từ Music & Me. Ca khúc thứ 5, 8 từ Forever, Michael.

## Bảng xếp hạng

### Bảng xếp hạng hàng tuần
| Bảng xếp hạng (1975–1981)                | Thứ hạng |
| ---------------------------------------- | -------- |
| Album Hà Lan (Album Top 100)             | 3        |
| Album Anh Quốc (OCC)                     | 11       |
| Album Hoa Kỳ Billboard 200               | 156      |
| Album Hoa Kỳ Top R&B/Hip-Hop (Billboard) | 44       |

### Bảng xếp hạng cuối năm
| Bảng xếp hạng (1981)         | Thứ hạng |
| ---------------------------- | -------- |
| Album Hà Lan (Album Top 100) | 95       |